# Hollywood's Bleeding
Hollywood’s Bleeding (en español: Hollywood está sangrando) es el tercer álbum de estudio del cantante estadounidense Post Malone publicado el 6 de septiembre de 2019 a través de la discográfica Republic Records. el álbum contiene apariciones especiales de artistas como DaBaby, Future, Halsey, Lil Baby, Travis Scott, SZA, Swae Lee, y Young Thug, entre otros. 

## Promoción

### Del álbum
- «Wow»

El primer sencillo del álbum fue lanzado el 24 de diciembre de 2018, en plena Navidad. La canción fue escrita por Austin Post, Louis Bell, Adam Feeney y Billy Walsh. La canción abarca el género hip hop.
La canción debutó en el número 47 del Billboard Hot 100 en la semana del 5 de enero de 2019, siendo de los primeros debuts del año. En su segunda semana, con la salida de las canciones navideñas en listas la canción salto del 47 al 13 gracias al award de Biggest Streaming Gain, en la cuarta semana en lista, esta subió al número 11 con el mismo award, mientras que «Sunflower» canción del mismo artista encabezaba la lista. En su quinta semana la canción entró en el top 10 saltando del 11 al 9, para su decimocuarta semana la canción alcanzó el número 2 de la lista como mejor posición, estando solo por delante «7 Rings» de Ariana Grande. La canción estuvo finalmente 44 semanas en la lista.
En diferido, la canción obtuvo más de 800.000.000 reproducciones gracias al lanzamiento tan triunfante del álbum, que hizo que la canción reentrase entre las 50 más escuchadas.
- «Goodbyes»

Es el segundo sencillo del álbum y la primera colaboración oficial del disco, siendo Young Thug el colaborador en esta canción. Este tema fue escrito por Austin Post, Jeffery Williams, Brian Lee, Louis Bell, Billy Walsh, Val Blavatnik, Jessie Foutz. La canción abarca el género Trap En su primera semana en lista la canción debutó en el número 3, siendo esa su mejor posición. La canción estuvo 21 semanas en lista.
- «Circles»

Este es el tercer sencillo del álbum de estudio. La canción fue publicada el 30 de agosto de 2019 y escrita por Austin Post, Adam Feeney, Billy Walsh, Kaan Gunesberk y Louis Bell. La canción abarca el género pop con pinceladas de rock. En la semana 7 de septiembre, la canción no consiguió debutar en la lista ya que con el lanzamiento del álbum Lover (2019) de Taylor Swift. Para la semana número 14 de septiembre, la canción debutó en el número 7, siendo el segundo debut del álbum en el top 10. A la semana siguiente, con el lanzamiento del album la canción subió tres puestos hasta el número 4, siendo el tercer top 5 del álbum. En su novena semana el sencillo entró por primera vez en el top 3 solo por detrás de «Someone You Loved» de Lewis Capaldi y «Lose You to Love Me de Selena Gomez, que encabezaba la Lista en esa semana, en su siguiente semana subió al número 2, donde se mantuvo por detrás de «Someone You Loved» hasta que en su semana número doce la canción salto al número 1 siendo el primer número uno del álbum y en donde encabezó la lista por dos semanas seguidas hasta que el nuevo lanzamiento de The Weeknd : «Heartless» la desbancó por el streaming. En sus siguientes semanas la canción se mantendría en los 10 primeros debido a las canciones navideñas, mientras «All I Want for Christmas Is You» de Mariah Carey encabezaba la lista, ya en su semana número 18 «Circles» saltaría del 5 al 1, gracias a la salida en lista de las canciones navideñas.
- «Enemies»

Es el cuarto sencillo del cantante para el álbum, este contiene la colaboración del rapero y trapero DaBaby. La canción fue escrita por Austin Post, Jonathan Kirk, Louis Bell y Billy Walsh. La canción abarca el género trap y pequeñas trazas de R&B. La canción fue publicada el 17 de septiembre de 2019. La canción debutó en el número 16 en la semana del lanzamiento del álbum, siendo esa su mejor posición. La canción estuvo un total de 18 semanas en listas. Este es el primer sencillo de todos los anteriores que no consigue alcanzar el top 10 de la lista americana de éxitos. 
- «Allergic»

Es el quinto sencillo del álbum, publicado el 24 de septiembre de 2019. La canción fue escrita por el cantante homónimo, Louis Bell, Brian Welsh y Billy Walsh. La canción abarca el género Pop rock con trazas de R&B. La canción obtuvo fama media con el lanzamiento del álbum y la recuperó con el lanzamiento como single. Haciendo que la canción alcanzase la posición número 37 del Billboard Hot 100. Esta es la primera canción de Hollywood’s Bleeding que no alcanzó el top 30.
- «Take What You Want»

Es el quinto y último sencillo del álbum. La canción cuenta con la colaboración del artista de hard rock y rock and Roll Ozzy Osbourne y Travis Scott siendo la tercera colaboración del disco, y carta si se cuenta con la canción incluida «Sunflower». Que ya contaba con la colaboración de Swae Lee. La canción fue escrita por Austin Post, John Osbourne, Jacques Webster, Louis Bell Andrew Watt y Billy Walsh. La canción es una power ballad de rock-trap. La canción debutó en el número 8 del Billboard Hot 100, siendo el cuarto top 10 del disco y el Segundo de Ozzy Osbourne. La canción estuvo una estancia de 20 semana seguidas en lista.

### Incluidos
- «Sunflower»

Este sencillo fue lanzado el 18 de octubre de 2018 como sencillo del soundtrack Spider-Man: Un nuevo universo (2018). El tema fue escrito por Austin Post, Khalif Brown, Scott Lang, Billy Walsh y Louis Bell y producida por Louis Bell y Carter Lang. La canción cuenta con la colaboración de Swae Lee y abarca el Género dream pop y R&B contemporáneo. El tema fue compuesto y escrito por Austin Post, Khalif Brown, Scott Lang, Billy Walsh y Louis Bell. La canción debutó en el número 9 del Billboard Hot 100 en la semana del 3 de noviembre de 2018. Siendo el primer top 10 de Post Malone en más de un año y el primero de Swae Lee, sin embargo en su semana número 2, se desplomó al número 24 sin razón aparente, lentamente la canción fue acercándose de nuevo al top 10 hasta que en su semana número ocho la canción reingresó en el top 10 y en su semana número 12 encabezó la lista, siendo el segundo número uno de Swae Lee y el tercero de Post Malone.
En streaming la canción debutó en el número 196 de la listas diarias de Spotify por recibir más de 557.000 reproducciones diarias. Pero al siguiente día, la canción dio el mayor salto del steaming internacional hasta la fecha, saltando del 196 hasta el 3 en solo 24 h recibiendo en ese periodo de tiempo 3.413.611 reproducciones. En las listas semanales, la canción debutó en el número 5 por recibir 25.233.843 de reproducciones semanales. En su segunda semana de lanzamiento, la canción se mantuvo en el número 5 con más de 25.000.000 de reproducciones. En su semana del 20 de diciembre la canción alzando el número 2, siendo un nuevo pico. Pero no fue haga la semana del 10 de enero de 2019 donde la canción encabezaría la lista de streaming a nivel mundial y se mantuvo por dos semanas en el pico recibiendo 34.579.416 reproducciones semanales. Convirtiéndose en el primer número uno de Swae Lee en streaming y el cuarto de Post Malone.
El gran éxito no solo se vio en las lista y en el streaming, también en las ventas digitales/físicas donde «Sunflower» recibió la certificación de la RIAA de 20x platino por vender 20.000.000 de copias en el terreno estadounidense. 
Para el lanzamiento del álbum justo un año más tarde del lanzamiento de la canción, Malone decidió incluirla en el álbum.

### Gira musical
Para promocionar el álbum, Post anunció el Runaway Tour con Swae Lee y Tyla Yaweh como teloneros. La gira tuvo dos etapas en América del Norte y comenzó el 14 de septiembre de 2019 en Tacoma, Washington y concluyó el 12 de marzo de 2020 en Denver.

## Recepción

### Comercial

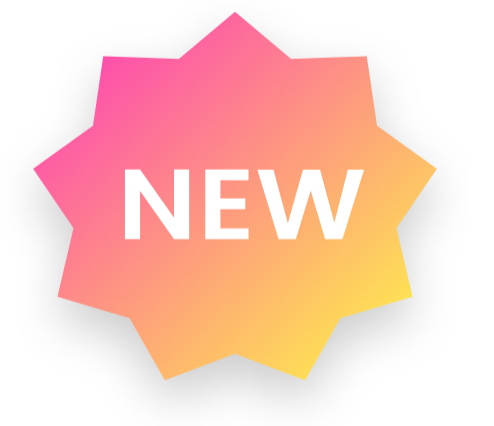
Hollywood’s Bleeding debutó en el número 1 por vender 489.000 copias y 200.000 puras

En la primera semana comercial de Hollywood’s Bleeding debutó en el número 1 de la Billboard 200 por vender más de 489.000 copias de las cuales 200.000 exactas fueron puras. Desbancando a Lover de Taylor Swift del pico. En las siguientes dos Semanas el álbum se mantendría en el pico.

### Crítica
Neil Z. Young de la plataforma furtiva allmusic opinó sobre el álbum de Post.
“Con un par de álbumes multiplatino y una gran cantidad de éxitos de radio en su haber, Post Malone finalmente logró igualar la calidad de su producción con un amor dominante en su tercer set, Hollywood’s Bleeding. Si bien los comentarios de Malone están presentes (su sonido básico de hip-hop / rock y su imagen de chico triste todavía están en primer plano), logra un equilibrio más refinado con gran efecto. Apoyándose menos en los tonos de trap demasiado oscuros y en la postura reticente de las obras pasadas, Malone permite que la mezcla de géneros progrese de forma natural ("Allergic"), su característico trino vocal se dispare ("Circles"), y ocasionalmente incluso se permite disfrutar de su estatus de superestrella, como en "Saint Tropez". 
No se equivoquen: de ninguna manera es feliz de repente aquí. Pero en lugar de retorcerse y quejarse de lo difícil que es ser rico y famoso, ha encontrado su voz, golpeando a amigos falsos y enemigos reales ("Enemies"), relaciones fallidas ("A Thousand Bad Times", "Goodbyes"), y tanto detractores sin rostro como una sociedad en espiral por los tubos (" Internet ","Hollywood’s Bleeding"). A pesar de que el álbum podría usar algunos recortes, simplemente por el interés de retener su atención, la gran diferencia esta vez es que no hay nada malo. Abundan los aspectos más destacados, pero las pepitas más interesantes son las sorpresas inesperadas que se esconden entre gemas de hip-hop afinadas como "Wow" y "On the Road", con Meek Mill y Lil Baby. 
El mencionado "A Thousand Bad Times" es una oda agridulce que podría ser la oferta más picante de Malone hasta la fecha, mientras que el alegre "Alérgico" es su versión contagiosa del pop-punk. Las características bien utilizadas de Future y Halsey ("Die for Me"), SZA ("Staring at the Sun") y Swae Lee (el gran éxito "Sunflower") contribuyen a elevar el esfuerzo, pero es una izquierda -inclusión en el campo que proporciona el mayor impacto del álbum. Ozzy Osbourne, su coprotagonista eclipsante, Ozzy Osbourne ofrece su voz inquietante en el quejumbroso "Take What You Want", un momento clave que amenaza con robar el espectáculo, pero que sirve principalmente para demostrar cuán brillante brillaba la estrella de Malone a fines de la década de 2010. Incluso hay un solo de guitarra eléctrica digno de arena inyectado por si acaso. Más bien ejecutado que sus lanzamientos anteriores e indudablemente pegadizo, Hollywood's Bleeding es un gran paso adelante para la superestrella protegida, uno que no sacrifica los elementos esenciales que lo convirtieron en un creador de éxitos tan sorprendente, y lo empuja aún más hacia el pop. paisaje inteligente donde pertenece.”

## Canciones
Créditos adaptados de Apple Music y Tidal.
| N.º   | Título                                                         | Escritor(es)                                                               | Productor(s)                  | Duración |  |
| 1.    | «Hollywood's Bleeding»                                         | Austin Post Louis Bell Brian Lee Billy Walsh Carter Lang                   | Bell Lee                      | 2:36     |  |
| 2.    | «Saint-Tropez»                                                 | Post Adam Feeney Jahaan Sweet Nima Jahanbin Paimon Jahanbin Bell Walsh     | Frank Dukes Sweet Wallis Lane | 2:30     |  |
| 3.    | «Enemies» (con DaBaby)                                         | Post Jonathan Kirk Bell Walsh                                              | Bell                          | 3:16     |  |
| 4.    | «Allergic»                                                     | Post Bell Lee Walsh                                                        | Bell Lee                      | 2:36     |  |
| 5.    | «A Thousand Bad Times»                                         | Post Bell Feeney Walsh Kaan Gunesberk                                      | Bell Frank Dukes              | 3:41     |  |
| 6.    | «Circles»                                                      | Post Feeney Walsh Gunesberk Bell                                           | Post Malone Frank Dukes Bell  | 3:34     |  |
| 7.    | «Die for Me» (con Future y Halsey)                             | Post Nayvadius Wilburn Ashley FrangipaneBell Andrew Watt Happy Perez Walsh | Bell Watt Happy Perez         | 4:05     |  |
| 8.    | «On the Road» (con Meek Mill and Lil Baby)                     | Post Robert Williams Dominique Jones Bell                                  | Bell Mira                     | 3:38     |  |
| 9.    | «Take What You Want» (con Ozzy Osbourne y Travis Scott)        | Post John Osbourne Jacques Webster Bell Watt Walsh                         | Bell Watt                     | 3:49     |  |
| 10.   | «I'm Gonna Be»                                                 | Post Bell Walsh                                                            | Bell                          | 3:20     |  |
| 11.   | «Staring at the Sun» (con SZA)                                 | Post Solána Rowe Bell Feeney Walsh Matt Tavares Seth Nyquist               | Bell Frank Dukes Tavares      | 2:48     |  |
| 12.   | «Sunflower» (Spider-Man: Into the Spider-Verse) (con Swae Lee) | Post Khalif Brown Carl Rosen Lang Bell Walsh                               | Lang Bell                     | 2:38     |  |
| 13.   | «Internet»                                                     | Post Kanye West Dacoury Natche Bell Michael Tucker                         | Bell BloodPop DJ Dahi         | 2:03     |  |
| 14.   | «Goodbyes» (con Young Thug)                                    | Post Jeffery Williams Lee Bell Walsh Val Blavatnik Jessie Foutz            | Lee Bell                      | 2:56     |  |
| 15.   | «Myself»                                                       | Post Joshua Tillman Bell Feeney Emile Haynie                               | Bell Frank Dukes Haynie       | 2:38     |  |
| 16.   | «I Know»                                                       | Post Bell Walsh                                                            | Bell                          | 2:21     |  |
| 17.   | «Wow»                                                          | Post Bell Feeney Walsh                                                     | Bell Frank Dukes              | 2:29     |  |
| 50:56 |                                                                |                                                                            |                               |          |  |

Notas
- «Internet» contiene coros de BloodPop

## Premios y nominaciones
| Año  | Premiación             | Categoría                     | Resultado | Ref.   |
| ---- | ---------------------- | ----------------------------- | --------- | ------ |
| 2019 | American Music Awards  | Álbum Favorito de Rap/Hip Hop | Ganador   | [ 20 ] |
| 2020 | Billboard Music Awards | Mejor Álbum Billboard 200     | Nominado  | [ 21 ] |
| 2020 | Billboard Music Awards | Mejor Álbum Rap               | Ganador   | [ 21 ] |
| 2020 | Juno Awards            | Álbum Internacional del Año   | Nominado  | [ 22 ] |
| 2021 | Grammy Awards          | Álbum del Año                 | Nominado  | [ 23 ] |

## Personal
Toda la programación se acredita a los productores de cada pista, incluyendo donde se indique.
Músicos
- Kaan Gunesberk – programación (pista 5), guitar (pista 6)
- Post Malone – guitarra (pista 6)
- Chad Smith – batería (pista 9)[24]

Técnicos
- Louis Bell – grabación (pistas 1–11, 13–17), producción vocal (pistas 1–11, 13–17), ingeniería (pista 12)
- Simon Todkill – grabación (pista 4)
- Paul Lamalfa – grabación (pistas 7, 9)
- Anthony Cruz – grabación (pista 8)
- Dave Rowland – grabación (pista  15)
- Manny Marroquin – mezcla (todas las pistas)
- Chris Galland – asistente de mezcla (pistas 1–11, 13–17)
- Robin Florent – asistente de mezcla (pistas 1–11, 13–17)
- Scott Desmarais – asistente de mezcla (pistas 1–11, 13–17)
- Jeremie Inhaber – asistente de mezcla (pistas 1–8, 11, 13, 14, 16)
- Mike Bozzi – masterización (pistas 6–10, 14)